# Selección de fútbol sub-20 de Australia
La selección de fútbol sub-20 de Australia es el equipo que representa al país en la Copa Mundial de Fútbol Sub-20, en el Campeonato sub-19 de la AFC y en el Campeonato Sub-19 de la AFF; y anteriormente en el Campeonato Sub-20 de la OFC. Es controlada por la Federación de Fútbol de Australia.

## Palmarés
- Campeonato Sub-20 de la OFC: 12

1978, 1982, 1985, 1986, 1988, 1990, 1994, 1997, 1998, 2001, 2003, 2005
- Campeonato Sub-19 de la AFF: 5

2006, 2008, 2010, 2016, 2019
- Copa Asiática Sub-20 de la AFC: 1

2025

## Estadísticas

### Mundial Sub-20
| Récord | Récord           | Récord        | Récord       | Récord       | Récord       | Récord       | Récord       | Récord       |
| Año    | Resultado        | Pos.          | J            | G            | E            | P            | GF           | GC           |
| ------ | ---------------- | ------------- | ------------ | ------------ | ------------ | ------------ | ------------ | ------------ |
| 1977   | No participó     | No participó  | No participó | No participó | No participó | No participó | No participó | No participó |
| 1979   | No participó     | No participó  | No participó | No participó | No participó | No participó | No participó | No participó |
| 1981   | Cuartos de final | 7º            | 4            | 1            | 2            | 1            | 6            | 6            |
| 1983   | Fase de grupos   | 9º            | 3            | 1            | 1            | 1            | 4            | 4            |
| 1985   | Fase de grupos   | 11º           | 3            | 0            | 2            | 1            | 2            | 3            |
| 1987   | Fase de grupos   | 12º           | 3            | 1            | 0            | 2            | 2            | 6            |
| 1989   | No clasificó     | No clasificó  | No clasificó | No clasificó | No clasificó | No clasificó | No clasificó | No clasificó |
| 1991   | Cuarto lugar     | 4º            | 6            | 3            | 2            | 1            | 6            | 3            |
| 1993   | Cuarto lugar     | 4º            | 6            | 3            | 0            | 3            | 8            | 9            |
| 1995   | Cuartos de final | 7º            | 4            | 1            | 1            | 2            | 6            | 6            |
| 1997   | Octavos de final | 10º           | 4            | 2            | 1            | 1            | 5            | 4            |
| 1999   | Fase de grupos   | 18º           | 3            | 1            | 0            | 2            | 4            | 8            |
| 2001   | Octavos de final | 16º           | 4            | 1            | 1            | 2            | 3            | 8            |
| 2003   | Octavos de final | 10º           | 4            | 2            | 1            | 1            | 6            | 5            |
| 2005   | Fase de grupos   | 20º           | 3            | 0            | 2            | 1            | 2            | 5            |
| 2007   | No clasificó     | No clasificó  | No clasificó | No clasificó | No clasificó | No clasificó | No clasificó | No clasificó |
| 2009   | Fase de grupos   | 23º           | 3            | 0            | 0            | 3            | 2            | 8            |
| 2011   | Fase de grupos   | 21º           | 3            | 0            | 1            | 2            | 4            | 9            |
| 2013   | Fase de grupos   | 21º           | 3            | 0            | 1            | 2            | 3            | 5            |
| 2015   | No clasificó     | No clasificó  | No clasificó | No clasificó | No clasificó | No clasificó | No clasificó | No clasificó |
| 2017   | No clasificó     | No clasificó  | No clasificó | No clasificó | No clasificó | No clasificó | No clasificó | No clasificó |
| 2019   | No clasificó     | No clasificó  | No clasificó | No clasificó | No clasificó | No clasificó | No clasificó | No clasificó |
| 2023   | No clasificó     | No clasificó  | No clasificó | No clasificó | No clasificó | No clasificó | No clasificó | No clasificó |
| 2025   | Clasificado      | Clasificado   | Clasificado  | Clasificado  | Clasificado  | Clasificado  | Clasificado  | Clasificado  |
| Total  | 16/24            | 2 Semifinales | 56           | 16           | 15           | 25           | 63           | 89           |

### Campeonato OFC U-20
| Récord | Récord       | Récord       | Récord       | Récord       | Récord       | Récord       | Récord       | Récord       |
| Año    | Resultado    | Pos.         | J            | G            | E            | P            | GF           | GC           |
| ------ | ------------ | ------------ | ------------ | ------------ | ------------ | ------------ | ------------ | ------------ |
| 1974   | No participó | No participó | No participó | No participó | No participó | No participó | No participó | No participó |
| 1978   | Campeón      | 1º           | 3            | 3            | 0            | 0            | 16           | 2            |
| 1980   | Finalista    | 2º           | 3            | 2            | 0            | 1            | 7            | 3            |
| 1982   | Campeón      | 1º           | 4            | 4            | 0            | 0            | 15           | 4            |
| 1985   | Campeón      | 1º           | 5            | 5            | 0            | 0            | 20           | 4            |
| 1986   | Campeón      | 1º           | 4            | 3            | 1            | 0            | 16           | 1            |
| 1988   | Campeón      | 1º           | 4            | 4            | 0            | 0            | 16           | 3            |
| 1990   | Campeón      | 1º           | 4            | 4            | 0            | 0            | 22           | 0            |
| 1992   | No participó | No participó | No participó | No participó | No participó | No participó | No participó | No participó |
| 1994   | Campeón      | 1º           | 5            | 5            | 0            | 0            | 29           | 0            |
| 1997   | Campeón      | 1º           | 4            | 4            | 0            | 0            | 25           | 1            |
| 1998   | Campeón      | 1º           | 5            | 5            | 0            | 0            | 23           | 2            |
| 2001   | Campeón      | 1º           | 7            | 6            | 0            | 1            | 50           | 3            |
| 2003   | Campeón      | 1º           | 4            | 4            | 0            | 0            | 23           | 0            |
| 2005   | Campeón      | 1º           | 5            | 5            | 0            | 0            | 46           | 5            |
| Total  | 13/15        | 12 Títulos   | 57           | 54           | 1            | 2            | 308          | 28           |

### Campeonato AFC U-19
| Récord | Récord           | Récord   | Récord | Récord | Récord | Récord | Récord | Récord |
| Año    | Resultado        | Pos.     | J      | G      | E      | P      | GF     | GC     |
| ------ | ---------------- | -------- | ------ | ------ | ------ | ------ | ------ | ------ |
| 2006   | Cuartos de final | 7º       | 4      | 2      | 0      | 2      | 6      | 4      |
| 2008   | Semifinales      | 3º       | 5      | 3      | 1      | 1      | 6      | 6      |
| 2010   | Finalista        | 2º       | 6      | 4      | 1      | 1      | 15     | 6      |
| 2012   | Semifinales      | 4º       | 5      | 2      | 2      | 1      | 6      | 4      |
| 2014   | Fase de grupos   | 9º       | 3      | 1      | 2      | 0      | 3      | 2      |
| 2016   | Fase de grupos   | 12º      | 3      | 1      | 1      | 1      | 3      | 3      |
| 2018   | Cuartos de final | 8º       | 4      | 1      | 2      | 1      | 5      | 6      |
| 2023   | Cuartos de final | 5º       | 4      | 2      | 1      | 1      | 13     | 5      |
| 2025   | Campeón          | 1º       | 6      | 5      | 1      | 0      | 16     | 6      |
| Total  | 9/9              | 1 Título | 40     | 21     | 11     | 8      | 73     | 42     |

### Campeonato U-19 de la ASEAN
| Récord      | Récord             | Récord             | Récord             | Récord             | Récord             | Récord             | Récord             | Récord             |                    |
| Año         | Resultado          | Pos.               | J                  | G                  | E                  | P                  | GFtulo             | GC                 |                    |
| ----------- | ------------------ | ------------------ | ------------------ | ------------------ | ------------------ | ------------------ | ------------------ | ------------------ | ------------------ |
| 2006        | Campeón            | 1º                 | 3                  | 3                  | 0                  | 0                  | 8                  | 0                  |                    |
| 2007        | No participó       | No participó       | No participó       | No participó       | No participó       | No participó       | No participó       | No participó       | No participó       |
| 2008        | Campeón            | 1º                 | 3                  | 2                  | 1                  | 0                  | 5                  | 2                  |                    |
| 2009        | Finalista          | 2º                 | 5                  | 2                  | 2                  | 1                  | 11                 | 4                  |                    |
| 2010        | Campeón            | 1º                 | 3                  | 2                  | 1                  | 0                  | 6                  | 2                  |                    |
| 2011        | No participó       | No participó       | No participó       | No participó       | No participó       | No participó       | No participó       | No participó       | No participó       |
| 2012        | 3º Lugar           | 3º                 | 3                  | 1                  | 0                  | 2                  | 6                  | 6                  |                    |
| 2013        | Abandonó el torneo | Abandonó el torneo | Abandonó el torneo | Abandonó el torneo | Abandonó el torneo | Abandonó el torneo | Abandonó el torneo | Abandonó el torneo | Abandonó el torneo |
| 2014        | Fase de grupos     | 5º                 | 2                  | 0                  | 0                  | 2                  | 3                  | 5                  |                    |
| 2015        | Abandonó el torneo | Abandonó el torneo | Abandonó el torneo | Abandonó el torneo | Abandonó el torneo | Abandonó el torneo | Abandonó el torneo | Abandonó el torneo | Abandonó el torneo |
| 2016        | Campeón            | 1º                 | 7                  | 6                  | 0                  | 1                  | 21                 | 10                 |                    |
| 2017 – 2018 | No participó       | No participó       | No participó       | No participó       | No participó       | No participó       | No participó       | No participó       | No participó       |
| 2019        | Campeón            | 1º                 | 7                  | 6                  | 0                  | 1                  | 20                 | 7                  |                    |
| 2017        | No participó       | No participó       | No participó       | No participó       | No participó       | No participó       | No participó       | No participó       | No participó       |
| 2024        | 3º Lugar           | 3º                 | 5                  | 3                  | 1                  | 1                  | 14                 | 4                  |                    |
| Total       | 9/16               | 5 Títulos          | 38                 | 25                 | 5                  | 6                  | 14                 | 4                  |                    |

## Jugadores
Los que aparecen en Negrita son elegibles para integrar la selección juvenil.

### Más apariciones
| # | Nombre          | Apariciones | Goles |
| - | --------------- | ----------- | ----- |
| 1 | Tommy Oar       | 33          | 4     |
| 1 | Mark Birighitti | 33          | 0     |
| 3 | Kofi Danning    | 30          | 3     |
| 4 | Matthew Jurman  | 26          | 0     |
| 5 | Ben Kantarovski | 25          | 2     |
| 5 | James Holland   | 25          | 5     |
| 7 | Andrew Redmayne | 24          | 0     |
| 7 | Craig Moore     | 24          | 0     |
| 7 | Scott McDonald  | 24          | 16    |
| 7 | Dylan McGowan   | 24          | 4     |

### Más goles
| # | Nombre             | Goles | Apariciones |
| - | ------------------ | ----- | ----------- |
| 1 | Mark Viduka        | 32    | 20          |
| 2 | Scott McDonald     | 16    | 24          |
| 3 | Kostas Salapasidis | 13    | 14          |
| 4 | Kevork Gulesserian | 12    | 12          |
| 5 | Kerem Bulut        | 10    | 14          |
| 5 | David Williams     | 10    | 12          |
| 7 | Nick Carle         | 9     | 16          |
| 7 | Jamie Maclaren     | 9     | 16          |
| 8 | Ante Milicic       | 8     | 12          |
| 8 | Michael Ferrante   | 8     | 10          |
| 8 | Greg Owens         | 8     | 15          |

### Última convocatoria
Los siguientes 24 jugadores fueron convocados para la Supercopa de Costa Càlida del 19 al 27 de septiembre de 2022.
| No. | Pos. | Jugador                  | Fecha de nacimiento (edad) | Apa. | Goles | Club                     |
| --- | ---- | ------------------------ | -------------------------- | ---- | ----- | ------------------------ |
| 1   | POR  | Jack Warshawsky          | 8 de agosto de 2004        | 1    | 0     | Western Sydney Wanderers |
| 12  | POR  | James Nieuwenhuizen      | 17 de enero de 2004        | 1    | 0     | Melbourne City           |
| 18  | POR  | Steven Hall              | 16 de enero de 2005        | 1    | 0     | Adelaide United          |
|     |      |                          |                            |      |       |                          |
| 2   | DEF  | Joshua Rawlins           | 23 de abril de 2004        | 1    | 0     | Jong FC Utrecht          |
| 3   | DEF  | Nectarios Triantis       | 11 de mayo de 2005         | 3    | 0     | Central Coast Mariners   |
| 4   | DEF  | Kaelan Majekodunmi       |                            | 2    | 0     | Perth Glory              |
| 5   | DEF  | Jordan Perez             | 3 de enero de 2003         | 2    | 0     | AEK Larnaca              |
| 13  | DEF  | Joseph Forde             | 28 de diciembre de 2003    | 1    | 0     | Perth Glory              |
| 14  | DEF  | Kane Vidmar              |                            | 2    | 0     | Adelaide United          |
| 20  | DEF  | Matt Dench               | 8 de diciembre de 2003     | 1    | 0     | Charlton Athletic        |
|     |      |                          |                            |      |       |                          |
| 6   | MED  | Rhys Bozinovski          | 7 de marzo de 2004         | 1    | 0     | Western United           |
| 8   | MED  | Sam Klein                | 15 de marzo de 2004        | 1    | 0     | Brisbane Roar            |
| 10  | MED  | Alessandro Lopane        | 9 de abril de 2004         | 2    | 0     | Western Sydney Wanderers |
| 15  | MED  | Dylan Scicluna           | 10 de junio de 2004        | 1    | 0     | Wolverhampton Wanderers  |
| 21  | MED  | Chris Donnell            |                            | 2    | 0     | Perth Glory              |
| 25  | MED  | Paul Okon-Engstler       | 24 de enero de 2005        | 0    | 0     | Benfica                  |
|     | MED  | Bernardo Oliveira        | 16 de marzo de 2004        | 0    | 0     | Adelaide United          |
|     |      |                          |                            |      |       |                          |
| 7   | DEL  | Adrian Segecic           | 1 de junio de 2004         | 2    | 0     | Sydney FC                |
| 9   | DEL  | Archie Goodwin           | 7 de noviembre de 2004     | 2    | 0     | Newcastle Jets           |
| 16  | DEL  | Alexander Badolato       | 23 de febrero de 2005      | 2    | 1     | Western Sydney Wanderers |
| 17  | DEL  | Yaya Dukuly              | 17 de enero de 2003        | 2    | 0     | Reims B                  |
| 19  | DEL  | Gabriel Popovic          | 28 de julio de 2003        | 1    | 0     | Rudeš                    |
| 23  | DEL  | Raphael Borges Rodrigues | 11 de septiembre de 2003   | 1    | 0     | Melbourne City           |
| 26  | DEL  | Presley Ortiz            | 4 de marzo de 2003         | 1    | 0     | Belenenses               |
|     | DEL  | Mohamed Toure            | 26 de marzo de 2004        | 0    | 0     | Reims B                  |